# Monopis addenda
Monopis addenda är en fjärilsart som beskrevs av László Anthony Gozmány. Monopis addenda ingår i släktet Monopis och familjen äkta malar. Inga underarter finns listade i Catalogue of Life.